# Cacatua galerita
La cacatúa de moño amarillo o cacatúa galerita (Cacatua galerita) es una especie de ave de la familia de las cacatúas (Cacatuidae) y miembro del género Cacatua. Es una especie valorada y frecuente como mascota.
Se distribuye por los bosques tropicales y subtropicales de Australia, Papúa Nueva Guinea e Indonesia. Ha sido introducida en Nueva Zelanda, Palaos, Singapur y Puerto Rico.

## Taxonomía
Tiene descritas varias subespecies:
- C. g. eleonora (Finsch, 1863) - Islas Aru
- C. g. fitzroyi (Mathews, 1912) - Norte de Australia
- C. g. galerita (Latham, 1790) - Este y sureste de Australia
- C. g. triton Temminck, 1849 - Nueva Guinea e islas cercanas

## Descripción
Es una cacatúa grande, mide unos 50 cm y pesa alrededor de 900 g. Las hembras son ligeramente mayores. Su plumaje es de color blanco, con una cresta amarilla de largas plumas; y con ciertos matices amarillentos por debajo de las alas y de la cola. Las alas son anchas y de forma redondeada. El pico y las patas son de color gris negruzco.

## Comportamiento
Son aves gregarias fuera de la época de cría. En invierno llegan a formar bandadas de más de cien ejemplares. Suelen alimentarse en el suelo, con algunos individuos posados en los árboles para vigilar y alertar de las posibles amenazas.
Ponen entre uno y tres Huevos (normalmente dos), que miden unos 48 x 33 mm. Ambos sexos los incuban por unos treinta días, y los pollos se independizan tras cuarenta días de cuidado paterno.

## En la cultura popular
El principal antagonista de las películas Río y Río 2, Pepillo (Nigel en inglés) es una cacatúa galerita. Se volvió malvado cuando un loro le quitó el puesto de estrella de televisión, y odia las aves exóticas. Se obsesiona con querer encontrar a Blu y Perla para que los contrabandistas los trafiquen de forma ilegal.